# Byron Tenorio
Pour les articles homonymes, voir Tenorio.
Byron Zózimo Tenorio Quintero (né le 14 juin 1966 à Esmeraldas en Équateur) est un joueur de football international équatorien, qui évoluait au poste de défenseur.

## Biographie

### Carrière en sélection
Avec l'équipe d'Équateur, il joue 53 matchs (pour 3 buts inscrits) entre 1988 et 1997. 
Il figure notamment dans le groupe des sélectionnés lors des Copa América de 1989, de 1991 et de 1993.

## Palmarès
| El Nacional - Championnat d'Équateur (1) : - Champion : 1986. |  | Barcelona - Championnat d'Équateur (1) : - Champion : 1995. |  | LDU Quito - Championnat d'Équateur (2) : - Champion : 1998 et 1999. |